# Distretto di Sirsa
Il distretto di Sirsa è un distretto dell'Haryana, in India, di 1 111 012 abitanti. È situato nella divisione di Hisar e il suo capoluogo è Sirsa.